# CV-60 (Spanje)

De CV-60

De CV-60 is een (gedeeltelijke) autovía in Valencia. Het snelweggedeelte van de CV-60 is 12 kilometer lang en verbindt Terrateig met Palma de Gandía.